# 全球变化
全球变化是国际科学联盟提出的一个概念，用来描述可能改变地球支撑生命能力的环境变化，包括了气候变化（例如全球变暖）、海洋和水资源的变化、陆地的变化、大气的变化、生态系统的变化。
与全球变化相关的计划有：
- 国际地圈-生物圈计划（IGBP）
- 全球变化的人文因素计划(IHDP)
- 世界气候研究计划(WCRP)
- 生物多样性计划(DIVERSITAS)